# Егерштеттер, Франц
Франц Егерштеттер (нем. Franz Jägerstätter, 20 мая 1907, Санкт-Радегунд, Австрия — 9 августа 1943, Бранденбург-на-Хафеле, Германия) — блаженный Римско-католической церкви, мученик, казнённый властями гитлеровской Германии за отказ служить в нацистской армии. Широко известен в Австрии как символ австрийского сопротивления. Почитается в Католической церкви покровителем мужей.

## Биография
Франц родился 20 мая 1907 года в Санкт-Радегунде в семье незамужней Розалии Хубер. Его отец погиб в Первой мировой войне. В 1917 году мать Франца вышла замуж за Генриха Егерштеттера, который усыновил Франца и дал ему свою фамилию. Франц получил начальное образование в сельской школе.
В 1933 году у него родилась незаконнорожденная дочь Хильдегард от служанки местной фермы Терезии Ауэр. Франц признал дочь и обеспечивал её.
После того, как Франц Егерштеттер унаследовал ферму приёмного отца, в 1936 году он женился на Франциске Шванигер, у них родилось три дочери: Розалия (1937), Мария (1938) и Алоизия (1940).
После аншлюса Австрии Франц Егерштеттер оказывал активное гражданское сопротивление немецким оккупантам. В населённом пункте, где жил Франц Егерштеттер, он был единственным, кто проголосовал против аншлюса. Франц Егерштеттер отказывался жертвовать деньги для нацистской партии и получать денежное пособие для детей, выдаваемое австрийскими властями. В 1940 году, после вступления в третий францисканский орден для мирян, открыто заявил, что воевать за нацистское государство противоречит его убеждениям.
Во время Второй мировой войны при очередной мобилизации нацистской Германией австрийских граждан в 1943 году, когда Франца Егерштеттера призвали в армию, он отказался принять военную присягу и служить в германском Вермахте, объясняя, что как верующий не может участвовать в войне. Во время суда Франц Егерштеттер сказал, что готов служить в санитарных частях, но суд отклонил его предложение и приговорил к смертной казни через гильотину за «саботаж военного призыва». Его заключили в тюрьму в Линце, затем перевезли в Берлин.
Франц Егерштеттер был казнён 9 августа 1943 года в каторжной тюрьме в городе Бранденбург-на-Хафеле. После окончания войны он был реабилитирован австрийскими властями.

## Прославление
1 октября 2007 года Франц Егерштеттер был причислен к лику блаженных римским папой Бенедиктом XVI. Беатификация проходила в кафедральном соборе Линца 26 октября 2007 года. Во время беатификации Франца Егерштеттера присутствовали его 94-летняя вдова и три их дочери.
День памяти в Католической церкви — 21 мая.

## Память
- В честь Егерштеттера выпущена австрийская почтовая марка 1993 года.
- По мотивам жизни Франца Егерштеттера в Германии и Австрии были сняты документальные фильмы и поставлены театральные, оперные постановки:

### Документальные фильмы
- Gott hab ihn selig. Franz Jägerstätter, Режиссёр Bettina Schimak, TV-Dokumentation des ORF, 2007, 27 мин.
- Das Gewissen des Franz Jägerstätter, Режиссёр Michael Cencig, TV-Dokumentation des ORF, 1997, 12 мин.
- Franz Jägerstätter. Un contadino contro Hitler, Режиссёр Fulvio De Martin Pinter, in italienischer Sprache, Trento/Italien, 1995, 27 мин.
- Besser die Hände gefesselt als der Wille, Режиссёр Андреас Груббер, Fernsehfilm des ORF, 1988, 45 мин.

### Художественные фильмы
- Der Fall Jägerstätter, Режиссёр Аксель Корти, Fernsehfilm, Österreich 1971 .
- Тайная жизнь. Режиссёр Терренс Малик, 2019 год.

### Спектакли
- Eye Witness (dt: «Augenzeuge»; aufgeführt auch als iWitness) von Joshua Sobol. Uraufführung: Cameri Theater Tel Aviv 2003 (Режиссёр: Paulus Manker); Deutschsprachige Erstaufführung 2004 St. Gallen (Режиссёр: Joshua Sobol). Österreichische Erstaufführung in Linz 2005 (Режиссёр: Christian Wittmann). Weitere Aufführungen Los Angeles, London 2007

### Драматическое сочинение
- Das Vermächtnis von Martin Winklbauer. Halsbach, 1989. Seither zahlreiche Aufführungen unter der Regie des Autors. ISBN 3-87553-371-2

### Опера
- Franz Jägerstätter. Kirchenoper von Viktor Fortin (Libretto von Gerd Linke): Erstaufführung am 22. September 2007 in Graz (Kirche des Franziskanerstifts) (Режиссёр: Paul Flieder). Weitere Aufführungen in Linz (Alter Dom) aus Anlass der Seligsprechung Jägerstätters am 26. Oktober 2007.